# Lignières (Aube)
Lignières ist eine französische Gemeinde mit 222 Einwohnern (Stand 1. Januar 2022) im Département Aube in der Region Grand Est (vor 2016 Champagne-Ardenne). Die Gemeinde gehört zum Arrondissement Troyes und zum Kanton Les Riceys. 

## Geographie
Lignières liegt etwa 38 Kilometer südsüdwestlich von Troyes. Umgeben wird Lignières von den Nachbargemeinden Chessy-les-Prés im Nordwesten und Norden, Bernon im Norden und Nordosten, Coussegrey im Osten, Molosmes im Südosten, Cheney und Tronchoy im Süden sowie Marolles-sous-Lignières im Westen.
Durch die Gemeinde führt die Route nationale 77.

## Bevölkerungsentwicklung
| Jahr                       | 1962 | 1968 | 1975 | 1982 | 1990 | 1999 | 2006 | 2011 | 2016 |
| Einwohner                  | 320  | 307  | 276  | 259  | 230  | 248  | 227  | 239  | 209  |
| Quellen: Cassini und INSEE |      |      |      |      |      |      |      |      |      |

## Sehenswürdigkeiten
- Kirche Saint-Martin, Monument historique

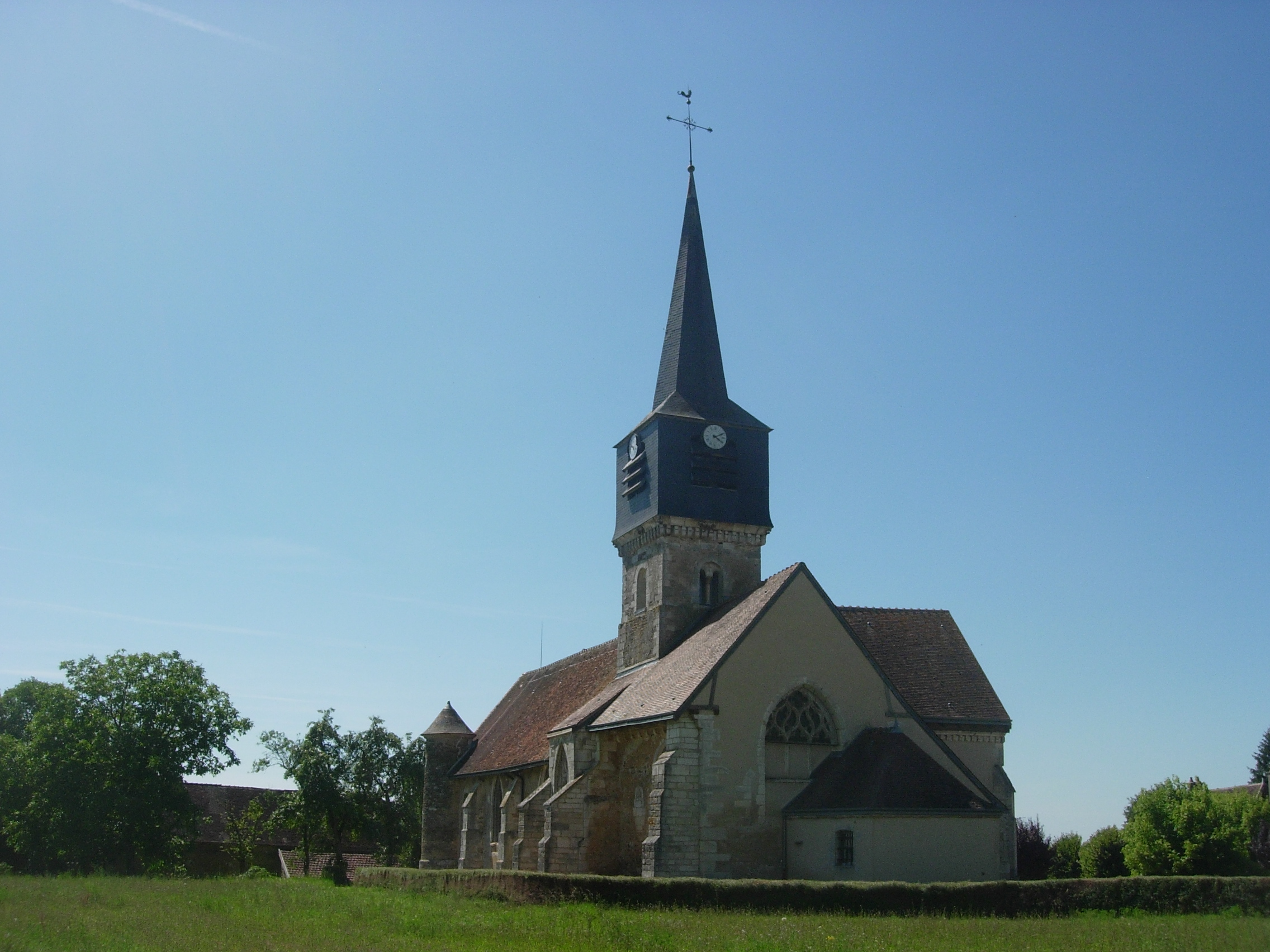
Kirche Saint-Martin